# Solenodons
De solenodons (Solenodontidae) vormen een kleine familie van zoogdieren uit de orde der insecteneters (Eulipotyphla).

## Kenmerken
Solenodons lijken nog het meest op grote spitsmuizen. Ze zijn dan ook voor lange tijd met deze dieren in de orde der insecteneters geplaatst. Ze hebben een lange, flexibele snuit, een lange kale staart, kleine oogjes en grote scherpe klauwen aan de voorpoten. De agouta heeft giftig speeksel, en waarschijnlijk geldt hetzelfde voor de andere solenodons. Het vrouwtje heeft opvallend lange tepels. Jongen grijpen zich vast aan deze tepels bij verkenningstochten.
Solenodons worden tussen de 28,4 en de 32,8 centimeter lang en 700 tot 1000 gram zwaar. De staart is tussen de 17,5 en de 25,5 centimeter lang.

## Leefwijze
De solenodons jagen 's nachts solitair op de bosbodem. De belangrijkste prooidieren zijn ongewervelden als kevers, krekels, miljoenpoten, regenwormen en verscheidene insectenlarven. Ook resten van gewervelde dieren zijn gevonden in de uitwerpselen. Met de gevoelige, beweeglijke snuit spoort hij de prooi op. Met de klauwen kan hij stenen en bast verwijderen en in de grond graven. De prooi wordt tegen de grond aangedrukt met de poten of de snuit, waarna hij wordt verlamd door het giftige speeksel.

## Voortplanting en bedreiging
Solenodons leven vrij lang: een agouta is in gevangenschap 11 jaar oud geworden. De soort plant zich traag voort, gemiddeld één jong in de drie jaar. Ook blijven de jongen vrij lang bij de moeder, ongeveer enkele maanden. Dit zijn aanpassingen van voor de Columbiaanse uitwisseling, toen dieren als honden, katten en mangoesten ontbraken op Cuba en Hispaniola en de solenodons een van de dominante roofdieren waren. Waarschijnlijk waren toentertijd enkel boa's en roofvogels de natuurlijke vijanden van de dieren. Hierdoor zijn solenodons niet bestand tegen een grote predatiedruk, en dreigen beide soorten uit te sterven.

## Verspreiding
Ze zijn alleen bekend van de Caraïbische eilanden Cuba en Hispaniola.

## Taxonomie
Er zijn twee geslachten en vier soorten bekend. Van twee soorten, één in elk geslacht, komen er nog levende exemplaren voor.
Er zijn nog twee soorten: de almiqui (Atopogale cubana) van Cuba en de agouta (Solenodon paradoxus) van Hispaniola. Van het geslacht Solenodon zijn nog twee uitgestorven soorten bekend, Solenodon arredondoi (uit Cuba) en Solenodon marcanoi (uit Hispaniola).
- Familie Solenodontidae (Solenodons)
  - Geslacht Atopogale
    - Almiqui (Atopogale cubana)

  - Geslacht Solenodon
    - Agouta (Solenodon paradoxus)
    - Solenodon marcanoi †
    - Solenodon arredondoi †

Almiqui (Atopogale cubana) · Agouta (Solenodon paradoxus)
Mollen · Egels · Spitsmuizen · Solenodons · Nesophontidae